# Rafael Espejo

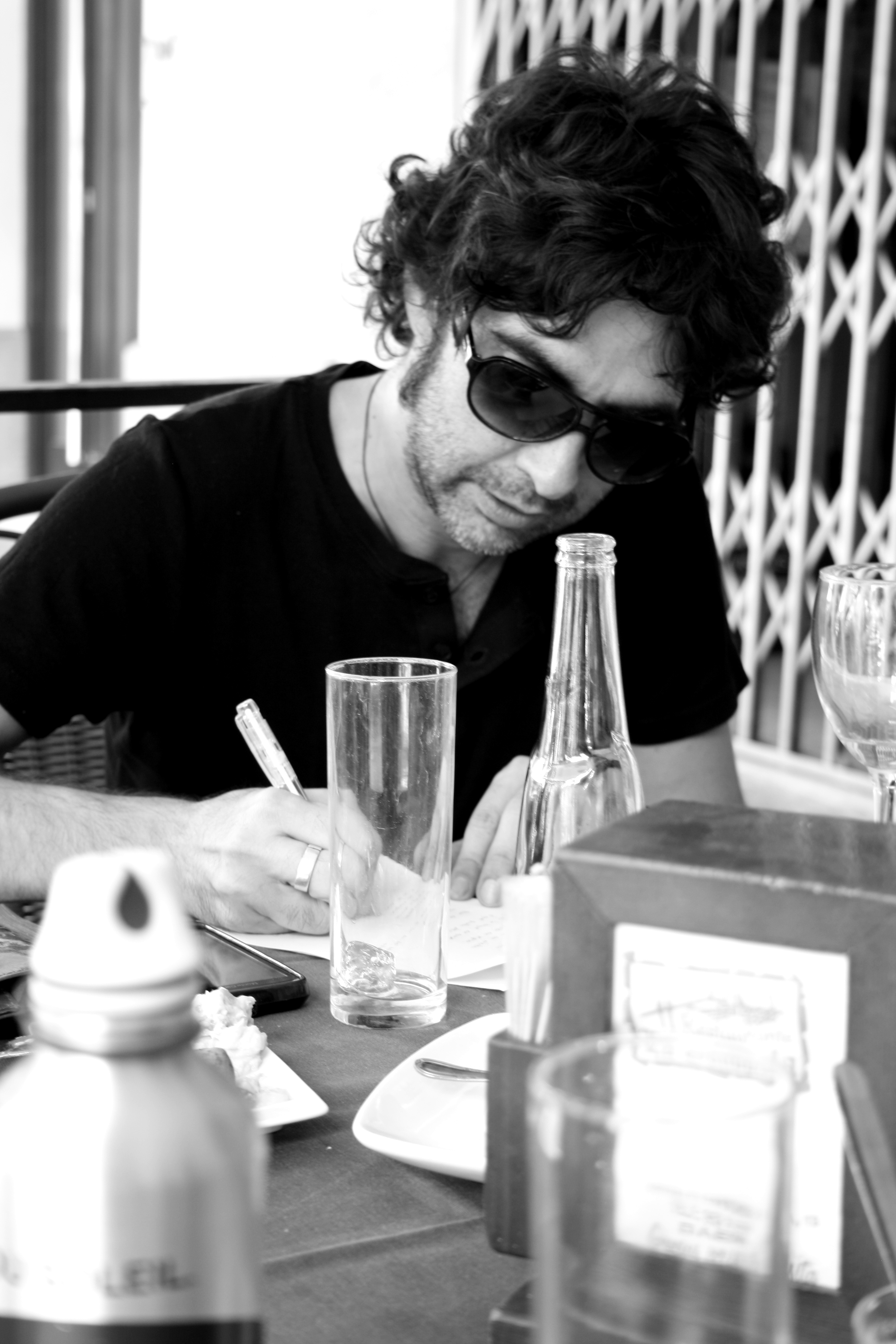
Rafael Espejo, anotando algo.

Rafael Espejo (Palma del Río, provincia de Córdoba, 3 de septiembre de 1975) es un poeta español en lengua española.

## Biografía
Es un poeta español.
Licenciado en Filología Hispánica por la Universidad de Granada y Máster en Gestión Cultural por la Universidad de Granada y la Universidad de Sevilla.
Ejerce como profesor de escritura creativa, lector editorial, articulista de opinión en prensa y crítico literario en revistas especializadas como La Estafeta del Viento, Cuadernos Hispanoamericanos, El maquinista de la generación, Paraíso, Los diablos azules, etc.
Parte de su obra ha sido traducida al inglés, al francés, al portugués, al árabe y al italiano.
En 2009 fundó La Catrina, agrupación que unía a sus poemas acompañamiento musical, danza y animaciones visuales, y que dio lugar en 2011 a Los duelistas, junto a Montañés (teclado y sintetizador) y Jhonny Moreno (acordeón y chelo).
Vive en la sierra de Cádiz.

## Obra poética
- Círculo vicioso (Granada, UGR, 1996), Premio Federico García Lorca de poesía. ISBN 978-84-338-2200-0
- Con (Granada, Cuadernos del Vigía, 1999). ISBN 978-84-923391-9-8
- El vino de los amantes (Madrid, Hiperión, 2001), Premio Hiperión. ISBN 978-84-7517-699-4
- Nos han dejado solos (Valencia, Pre-textos, 2009), Premio Emilio Prados. ISBN 978-84-8191-940-0
- Hierba en los tejados (Valencia, Pre-textos, 2015), Premio Ojo Crítico de RNE. ISBN 978-84-16453-20-7
- Madriguera (1995-2018) (Valencia, Pre-textos, 2018). ISBN 978-84-17143-36-7
- Criaturas del momento (Valencia, Pre-Textos, 2023). Premio Internacional de poesía Francisco Brines. ISBN 978-84-19633-58-3

## Ediciones
- Alí Chumacero: Páramo de sueños (Pre-Textos, Valencia, 2008). ISBN 978-84-8191-893-9
- La buena compañía. Luis García Montero (Renacimiento, Sevilla, 2016). ISBN 978-84-16685-63-9

## Ensayo (capítulos)
- Hace falta estar ciego. Poéticas del compromiso para el siglo XXI. Eds. José Manuel Mariscal / Carlos Pardo (Visor, Madrid, 2003).  ISBN 84-7522-912-3
- Habitaciones separadas. 20 años sí es algo. Ed. Juan Carlos Abril. (Visor, Madrid, 2014). ISBN 978-84-9895-870-6
- Hablar de poesía. Reflexiones para el S. XXI. Eds. Juan Carlos Abril / Luis García Montero. (Editorial Centro Cultural Generación del 27. Málaga, 2019). ISBN 9788417457181

## Inclusión en antologías (selección)
- Un siglo de sonetos en español (Ed. Jesús Munárriz). Hiperión, Madrid, 2000. ISBN 9788475176703
- Edad presente. Poesía cordobesa para el siglo XXI (Ed. Javier Lostalé). Vandalia, Sevilla, 2003. ISBN 978-84-96152-09-0
- Veinticinco poetas españoles jóvenes (Eds. Ariadna G. García / Álvaro Tato / Guillermo López Gallego). Hiperión, Madrid, 2003. ISBN 84-7517-778-6.
- Los lunes, poesía. Antología de poesía contemporánea para jóvenes (Ed. Juan Carlos Sierra). Hiperión, Madrid, 2004. ISBN 9788475177397
- 33 de Radio 3 (Eds. Ignacio Elguero y Javier Lostalé). Calamar / RNE, Madrid, 2004. ISBN 978-84-96235-02-1
- Deshabitados (Ed. Juan Carlos Abril). Maillot Amarillo, Granada, 2008. ISBN 978-84-7807-470-9
- Poesía en paralelo cero (Ed. Xavier Oquendo). ELANGEL Editor, Quito (Ecuador), 2009. ISBN 978-9978-348-30-7
- Terreno fértil. Un ámbito poético: Córdoba, 1994-2009 (Eds. Eduardo Chivite y Antonio Barquero). Cangrejo Pistolero Ediciones, Sevilla, 2010. ISBN 978-84-937578-4-7
- Y para qué + POETAS. Herederos y precursores. Poesía andaluza≤ n. 1970 (Ed. Raúl Díaz Rosales / Julio César Jiménez). Editorial Eppur, Málaga, 2010. ISBN 978-84-937100-5-7
- La inteligencia y el hacha. Un panorama de la Generación poética de 2000 (Ed. Luis Antonio de Villena). Visor, Madrid, 2010.  ISBN 978-84-9895-747-1
- Para los años 10. 7 poetas españoles (Ed. Juan Carlos Reche). HUM, Montevideo, 2011. ISBN 978-9974-687-69-1
- Y habré vivido. Poesía andaluza contemporánea (Centro de Ediciones de la Diputación de Málaga, Málaga, 2011). ISBN 978-84-7785-905-5
- Campos magnéticos. Veinte poetas españoles para el siglo XXI (Ed. Juan Carlos Abril). La Otra Libros/Universidad Autónoma de Nueva León, México 2011. ISBN 978-607-8167-01-2.
- Quien lo probó lo sabe. 36 poetas para el tercer milenio (Ed. Luis Bagué Quílez). Letra Última, Zaragoza, 2012. ISBN 9788499111919.
- Centros de gravedad: poesía española en el siglo XXI. Una antología (Ed. José Andújar Almansa). Pre-Textos, Valencia, 2018. ISBN 978-84-17143-57-2
- Poetas en la espiral. La generación del 2000 (Ed. Andrés Moriel). Utopía, Córdoba, 2024. ISBN 978-84-127872-4-5